# Burg Matsuyama (Bitchū)
Die Burg Matsuyama (japanisch 備中)松山城, (Bitchū-Matsuyama-jō), auch Burg Takahashi (高梁城, Takahashi-jō), ist eine japanische Burg in Takahashi in der Präfektur Okayama. Sie besitzt als Wichtiges Kulturgut Japans einen der 12 erhaltenen Burgtürme des Landes.

## Geschichte
Bereits 1240 erbaute Akiha Shigenobu auf den Anhöhen des Bergrückens Gagyū eine Burg. Sie ist mit 480 m die höchstgelegene Burg, die in der Edo-Zeit weiter unterhalten wurde, obwohl man sie nicht mehr nutzte. Die Residenz befand sich seit der Zeit 1½ km entfernt am Fuße des Berges.

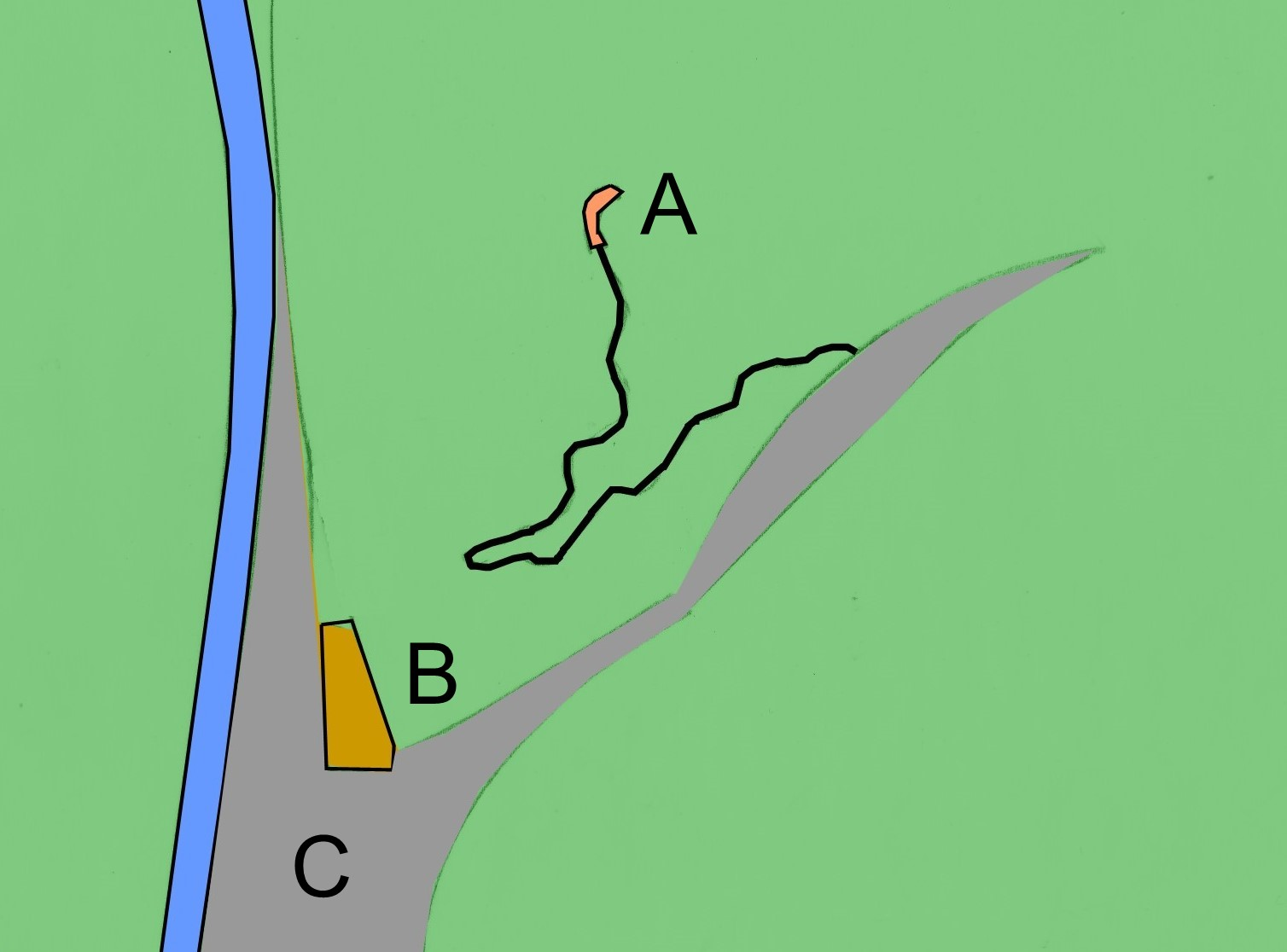
A Burg, B Residenz, C Stadt

Nach der Schlacht von Sekigahara erhielten Kobori Masatsugi und Sohn Masakazu, letzterer besser bekannt als Kobori Enshū, die Burg als Verwalter (daikan) und begannen ab 1606 mit Ausbesserungen, wobei sie am Fuße des Berges die Residenz One-goya (御根小屋) und oben auf der Höhe die Festung ausbesserten. Nachdem 1617 zunächst die Ikeda als Daimyō die Burg mit 65.000 Koku übernahmen, folgten 1642 die Mizunoya mit 50.000 Koku. Mizunoya Katsumune baute 1681 die Burg groß aus, Mizunoya Sakyō-no-Sukekatsumune errichtete 1683 den gegenwärtigen Burgturm. Die Mizunoya führten das obenstehende Familienzeichen, „Drei linksdrehende Tomoe“.
Eine kurze Zeit war Ōishi Kuranosuke vertretungsweise auf der Burg tätig, dann übernahmen die Andō mit 65.000 Koku und Ishikawa (60.000 Koku) die Burg, bis diese 1744 an die Itakura mit einem Einkommen von 50.000 Koku fiel. Gegen Ende der Edo-Zeit nahm Lehnsfürst Itakura Katsukiyo (1843–1889), einer der Kanzler (老中) der Tokugawa-Regierung, an den kriegerischen Auseinandersetzungen der Meiji-Restauration teil, konnte aber in der Meiji-Zeit weiter wirken, z. B. durch  Gründung einer Bank.

## Zur Burganlage
Der Bergrücken Gagyū besteht aus vier Anhöhen, die Ōmatsuyama, Tenjin-no-maru, Komatsuyama und Maeyama genannt werden. Die gegenwärtige Burganlage befindet sich auf dem Komatsuyama. Die Hauptburg besitzt im Norden und Süden treppenförmig angelegte Vorburgen Dabei werden natürliche Felsabstufungen mit einbezogen. Auch der Burgturm steht auf Felsen und ist nach hinten durch einen zweistöckigen Wachturm abgesichert.

## Bilder

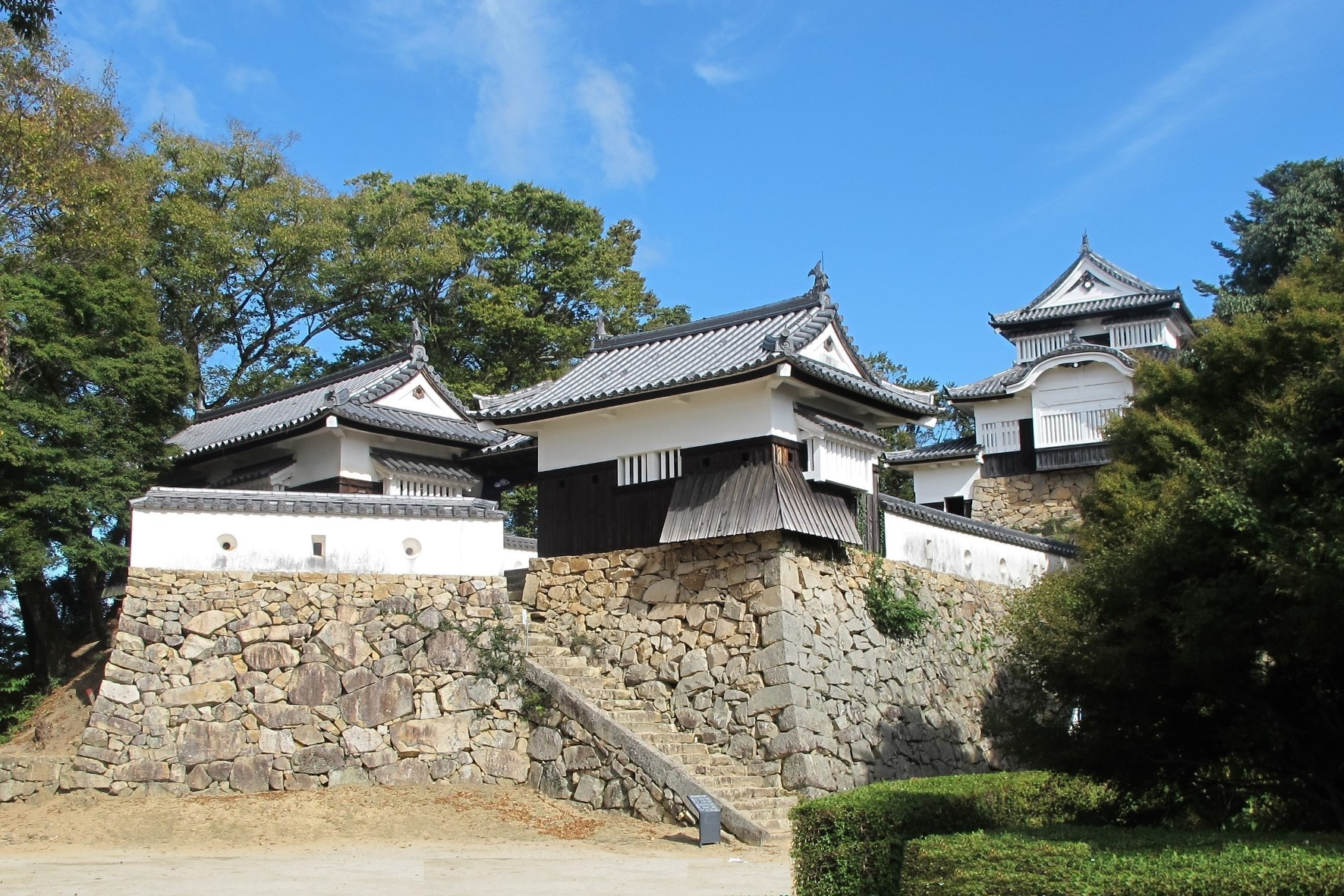
Hauptburg (rechts Hauptturm)
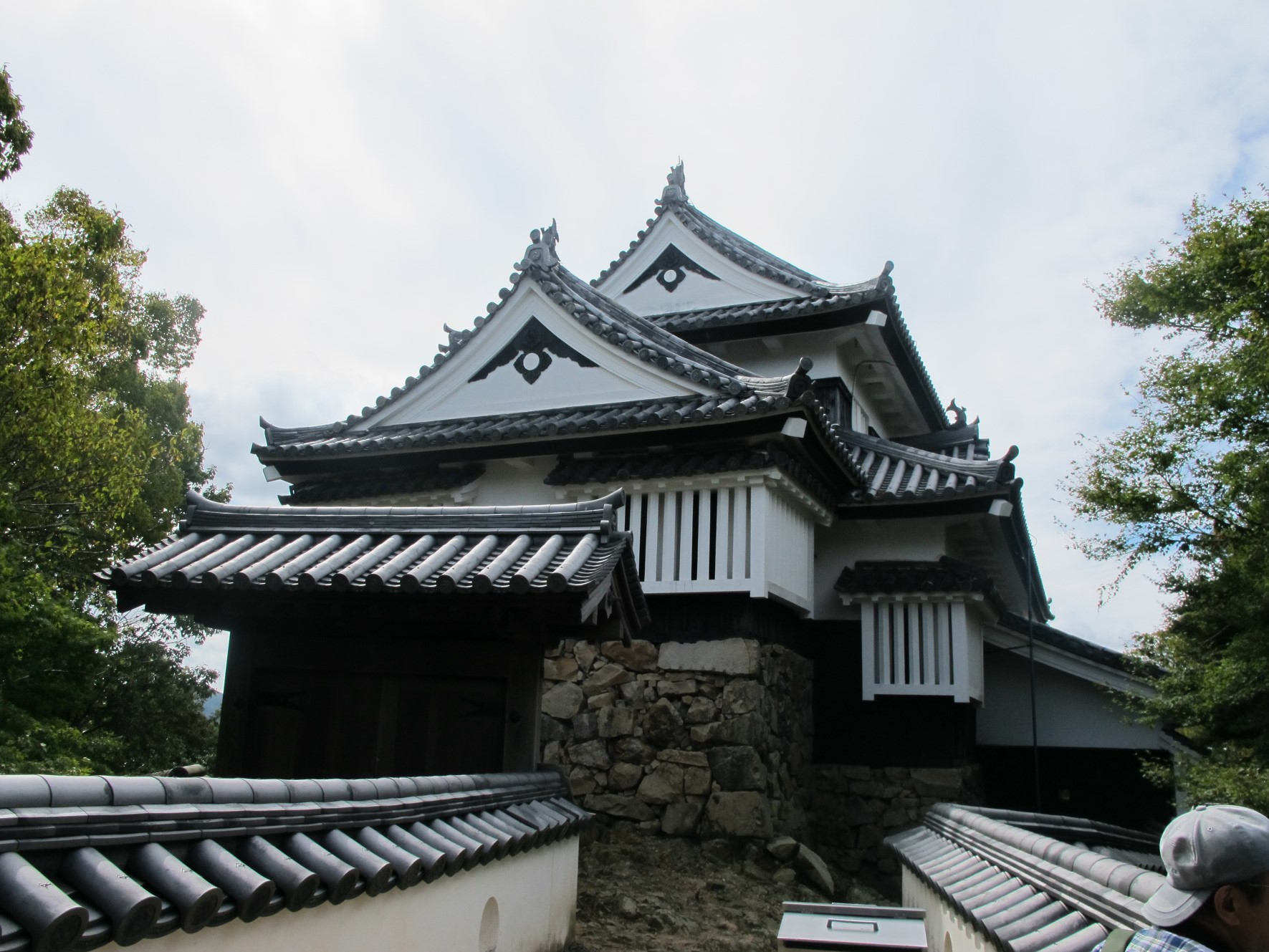
Hinterer Wachturm
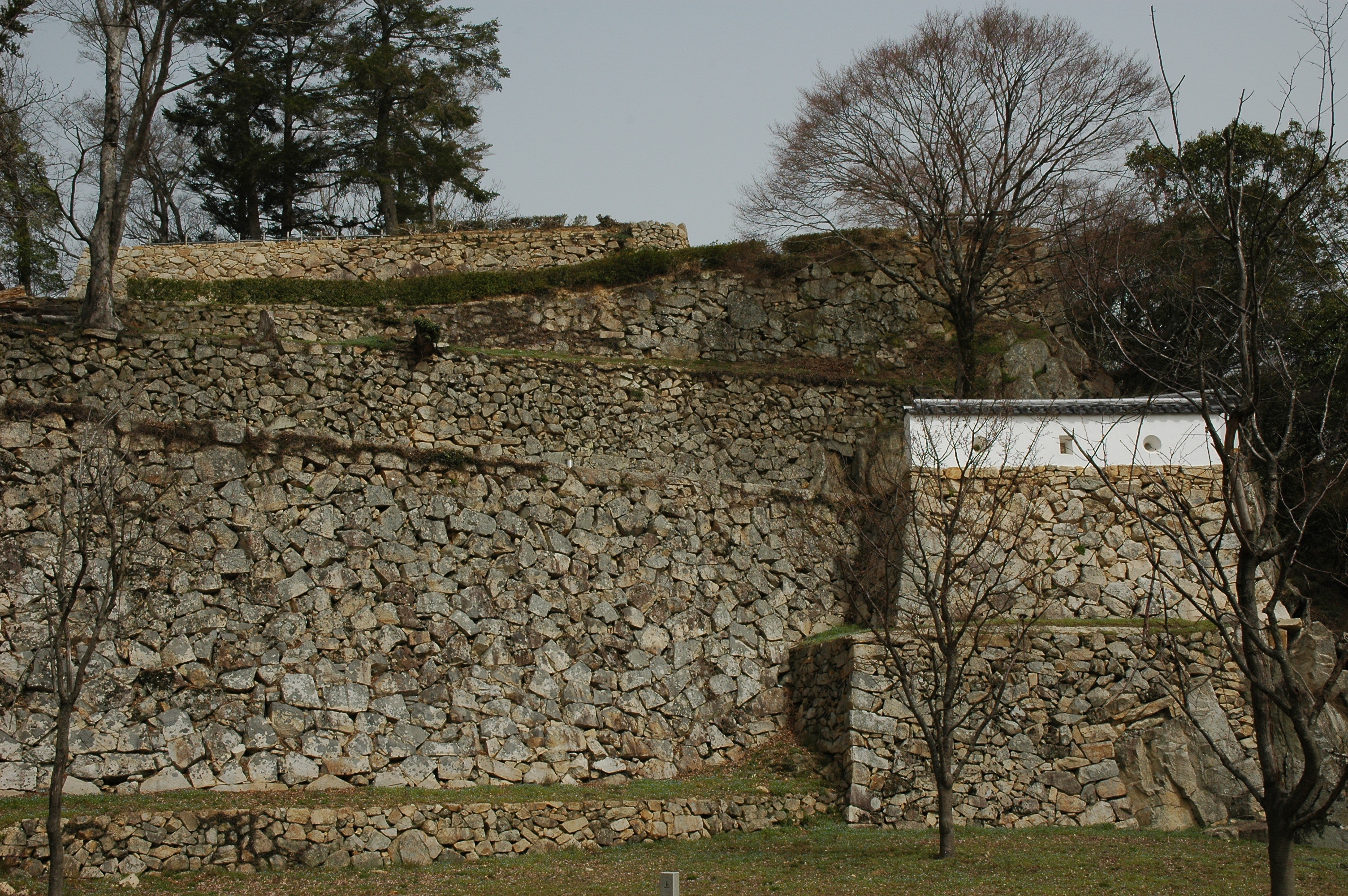
Staffelung der Wälle
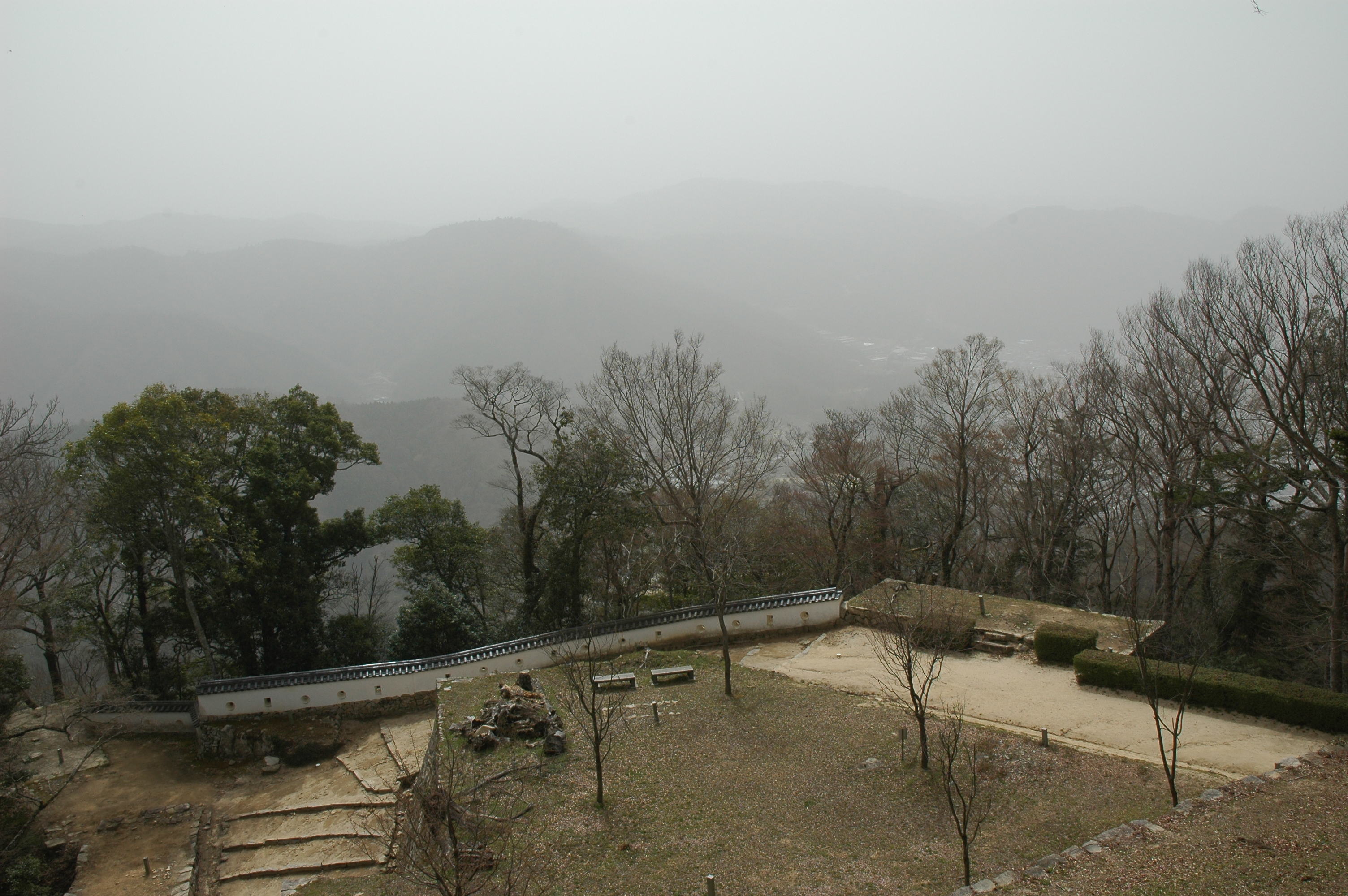
Befestigungen unterhalb der Burg